# Rivierprik
De rivierprik (Lampetra fluviatilis) is een vissoort uit de familie Petromyzontidae. De wetenschappelijke naam werd in 1758 door Carl Linnaeus gepubliceerd als Petromyzon fluviatilis in de tiende editie van Systema naturae. Het is een kaakloze vis die voorkomt in een groot aantal rivieren en kustwateren in Europa. Volwassen dieren leven in kustwateren als parasiet op vissen waarbij ze zich vastzuigen aan de huid en lichaamssappen opnemen. Geslachtsrijpe dieren trekken soms honderden kilometers rivieren binnen, paaien daar en hun larven leven als bodemdieren in zand en kiezel.

## Kenmerken

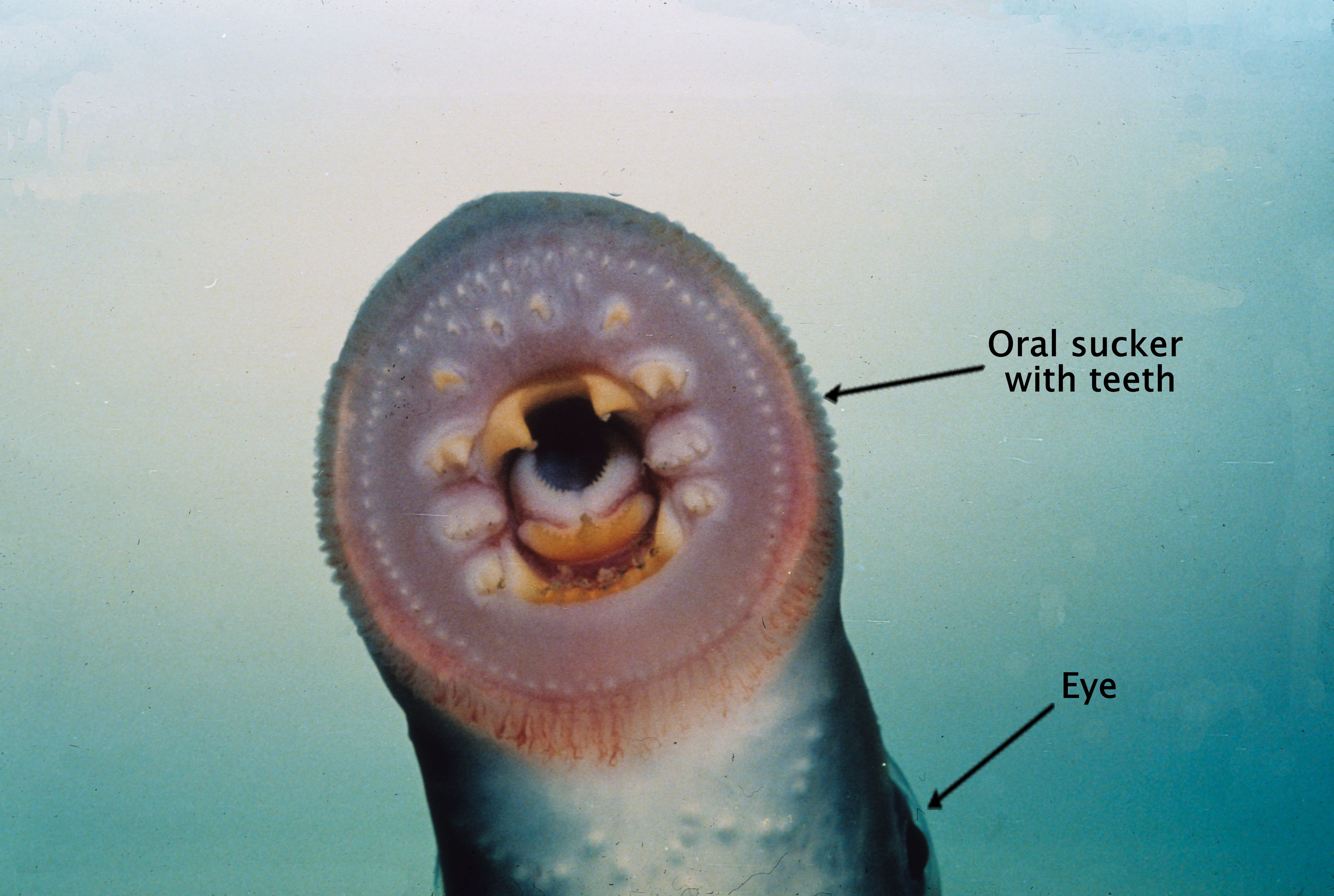
Zuigmond van de rivierprik met tandjes

De volwassen rivierprik is 30 tot 50 cm lang. Deze kaakloze vis heeft een slangachtig lichaam met aan weerszijden zeven kieuwopeningen. Ze zijn lichtbruin tot geel van kleur met zilverkleurige flanken. Er is een rugvin die bestaat uit twee delen. Ze hebben een spleetvormige bek met maximaal zeven kleine tandjes. Larven hebben geen ogen. Ze leven in de bodem en laten zich via de stroom verplaatsen naar bodems die rijk zijn aan detritus.

## Leefwijze
Rivierprikken zuigen lichaamssappen van andere vissen door te bijten met hun scherpe tanden in de huid van onder andere haringen en sprot, maar ook uit dode vissen. Als ze geslachtsrijp worden, verdwijnen de tanden en stoppen ze met eten. Ze zwemmen honderden kilometers rivieren binnen tot ze kleine riviertjes en beken bereiken met bodems van grof zand en grind. Daar arriveren ze van november tot maart en houden ze zich schuil. Als in de loop van het voorjaar het water opwarmt zoeken ze paaiplaatsen op waarbij ze zich oriënteren via geurstoffen die door de larven van vorige generaties worden afgescheiden. Mannetjes zuigen zich vast aan de kop van het vrouwtje en kronkelen zich om haar heen. Zo worden de eitjes bevrucht en gelegd in een nest van steentjes die de prikken hebben verzameld op plaatsen met snelstromend water. Vaak paaien verschillen paren in de zelfde nestkuil. Na de voortplanting sterven de prikken. In het ongeveer vier jaar durende larvestadium zijn de prikken tandeloos en bovendien blind. Hun voedsel bestaat dan uit algen en organische deeltjes (detritus), die ze uit het water filteren. Die larve leeft dan in de bodem van stromende (zoete) wateren. In de zomer, na ongeveer vier jaar, verandert de larve van uiterlijk; er ontstaan ogen en een zuigmond, vervolgens trekt de aldus volgroeide prik naar zee. Daar leeft de rivierprik twee tot drie jaar als bloedzuigende parasiet op vis en trekt dan als geslachtsrijp dier opnieuw het zoete water binnen.

## Verspreiding en leefgebied

### Europa
Deze kaakloze vis komt voor in de kustwateren van de Oostzee, Botnische Golf, Noordzee en de Atlantische kustwateren van Frankrijk en de monding van de Taag en aan Middellandse Zee-kust westelijk van Noord- en Midden-Italië. 

### In Nederland
Tot in de jaren 1940 kwam de rivierprik talrijk voor in Nederland in de riviermondingen van Rijn, Schelde en Maas en in zijriviertjes als de Niers, Dommel, Geleenbeek, Jeker, Drentsche Aa en Eemsmond. In die periode waren er ook aanwijzingen dat rivierprikken paaiden in de hoofdstroom van de grote rivieren zoals de Waal. Door de aanleg van stuwen gingen de aantallen achteruit. Desondanks en ook ondanks vervuiling, was in de jaren zestig en zeventig de rivierprik nog steeds aanwezig in de grote rivieren. Vangstcijfers laten zien dat gedurende de periode 1945 tot 1975 het gemiddelde aantal met een factor tien tot honderd afnam. Uit monitoringonderzoek van het RIVO bleek dat er tussen 1986 en 1996 een opmerkelijke toename plaatsvond in de benedenrivieren en het IJsselmeer. In het bovenstroomse gebied, (de Waal, Zuid-Limburgse Maas), was de stijging minder duidelijk. Het aantal uurhokken waarin rivierprikken zijn gevangen (121) is waarschijnlijk niet afgenomen. Tussen 1996 en 2001 zijn er waarnemingen gemeld van paaiende rivierprikken in de Roer, de Geul en de Drentse Aa. Rond 2020 is de soort weer aanwezig in alle grote rivieren, het IJsselmeergebied en het Noordzeekanaal. Jaarlijks worden duizenden rivierprikken gevangen tijdens bemonsteringen in de door de Rijksoverheid beheerde wateren, onder andere benedenstrooms de maasstuw bij Lith. Paaiplaatsen zijn aangetoond in de Maas, Waal, Roer, Niers en Drentsche Aa.

## Wettelijk status
Deze kaakloze vis staat als niet bedreigd op de Rode Lijst van de IUCN. De vis staat in bijlage II van de Habitatrichtlijn.  In Nederland is de soort zeldzaam, want komt voor in 130 uurhokken (1,0%). De soort staat als gevoelig op de Nederlandse rode lijst. Volgens de Visserijwet is de vangst verboden tussen 1 november en 31 januari en tussen 1 maart en 30 april en geldt er een minimummaat van 20 cm.